# Regles de Hume-Rothery
Les regles de Hume-Rothery són un conjunt de regles empíriques que descriuen les condicions sota les quals un element pot dissoldre's en un metall, formant una solució sòlida. Hi ha dos conjunts de regles, un que es refereix a solucions sòlides substitucionals i una altra per a les solucions sòlides intersticials. Van ser establertes pel químic britànic William Hume-Rothery.

## Solucions sòlides substitucionals
1. Els radis atòmics del solut i el dissolvent no han de diferir més d'un 15%.
2. Les estructures cristal·lines del solut i el dissolvent han de ser iguals.
3. La solubilitat completa es produeix quan el dissolvent i el solut tenen la mateixa valència. Un metall dissoldrà en major grau un metall de valència superior que un de valència inferior.
4. El solut i el dissolvent han de tenir una electronegativitat similar. Si la diferència d'electronegativitat és massa elevada, els metalls tendiran a formar compostos intermetàl·lics.

## Solucions sòlides intersticials
1. Els àtoms del solut han de ser més petits que els espais intersticials de la xarxa metàl·lica del dissolvent.
2. El solut i el dissolvent han de tenir una electronegativitat similar.